# Arias, Argentina
Arias är en ort i Argentina.   Den ligger i provinsen Córdoba, i den centrala delen av landet, 400 kilometer väster om huvudstaden Buenos Aires. Arias ligger 127 meter över havet och antalet invånare är 6 928.
Terrängen runt Arias är mycket platt. Runt Arias är det glesbefolkat, med 10 invånare per kvadratkilometer.. Arias är det största samhället i trakten.
Trakten runt Arias består till största delen av jordbruksmark.